# ماركوس هاميلتون
ماركوس هاميلتون (بالإنجليزية: Marcus Hamilton)‏ هو لاعب كرة قدم أمريكية أمريكي، ولد في 17 فبراير 1984 في فيرفاكس في الولايات المتحدة.

## وصلات خارجية
- ماركوس هاميلتون على موقع مرجع كرة القدم المحترفة.كوم (الإنجليزية)